# Rautiosaari
För andra betydelser, se Rautiosaari (olika betydelser).
Rautiosaari är en tätort (finska: taajama) i Rovaniemi stad (kommun) i landskapet Lappland i Finland. Vid tätortsavgränsningen den 31 december 2021 hade Rautiosaari 1 132 invånare och omfattade en landareal av 6,69 kvadratkilometer.